# Kahoot!
Kahoot! è una piattaforma di apprendimento basata sul gioco, utilizzata a scopo didattico nelle scuole e in altre istituzioni educative. I suoi giochi di apprendimento,"Kahoots", sono quiz a scelta multipla che possono essere scritti dagli utenti e sono accessibili tramite un Browser Web o attraverso l'App Kahoot.
Kahoot! può essere utilizzato per misurare le conoscenze degli studenti, per la valutazione formativa, o come pausa dalle tradizionali attività di classe. Kahoot! comprende anche Trivia quiz.

## Storia e sviluppo
Kahoot! è stato fondato da Johan Brand, Jamie Brooker e Morten Versvik in un progetto congiunto con: l'Università norvegese di scienza e tecnologia. Hanno collaborato con il professor Alf Inge Wang e in seguito sono stati raggiunti dall'imprenditore norvegese Åsmund Furuseth. Kahoot! è stato lanciato in una beta privata a SXSWedu nel marzo 2013 e rilasciata al pubblico a settembre 2013.
Kahoot! è stato progettato per l'apprendimento sociale, con gli studenti riuniti attorno a uno schermo comune come una lavagna interattiva, un proiettore o il monitor di un computer. Il sito può essere utilizzato tramite strumenti di condivisione dello schermo come Skype o Google Hangouts. Il game play è semplice: tutti i giocatori si connettono usando un PIN di gioco che li porta in una schermata comune dove possono usare un dispositivo per rispondere alle domande create da un insegnante, un dirigente aziendale o un'altra persona. Queste domande possono essere cambiate per assegnare punti. I punti vengono quindi visualizzati nella classifica dopo ogni domanda.
Kahoot! ha implementato "Jumble". Le domande jumble sfidano i giocatori a posizionare le risposte nell'ordine corretto anziché selezionare una singola risposta corretta.
Kahoot! può essere utilizzato attraverso browser o attraverso la sua interfaccia web.
Nel marzo 2017, Kahoot! ha raggiunto il miliardo di giocatori partecipanti cumulativi e nel mese di maggio la società è arrivata ad avere cinquanta milioni di utenti unici attivi mensili. Nel febbraio 2022, Kahoot! ha lanciato un'App con 20 mini-giochi, dedicata ai bambini, per imparare la matematica.